# Janusz Zaorski
Janusz Zaorski (Varsavia, 19 settembre 1947) è un regista cinematografico, sceneggiatore e attore polacco.
È considerato vicino al movimento polacco "kino moralnego niepokoju", o "cinema dell'inquietudine morale", insieme con altri autori come Andrzej Wajda, Krzysztof Zanussi, Krzysztof Kieślowski e Agnieszka Holland.

## Biografia
Nel 1969 si diploma alla Scuola nazionale di cinema, televisione e teatro Leon Schiller di Łódź e nel 1970 debutta nel lungometraggio con il film Uciec jak najbliżej.
Nel 1977 vince il Pardo d'argento per la miglior regia al Locarno Film Festival con il film Pokój z widokiem na morze.
Nel 1986 il suo film Jezioro bodenskie vince il Pardo d'oro.
Nel 1988 vince l'Orso d'argento per il miglior contributo singolo al Festival di Berlino per il suo film Matka Królów.

## Filmografia

### Regista

#### Cinema
- Maestro - cortometraggio (1967)
- Spowiedź - cortometraggio (1968)
- Na dobranoc - cortometraggio (1970)
- Uciec jak najbliżej (1971)
- Awans (1974)
- Pokój z widokiem na morze (1977)
- Dziecinne pytania (1981)
- Baryton (1984)
- Jezioro bodenskie (1985)
- Zabawa w chowanego (1985)
- Matka Królów (1987)
- Piłkarski poker (1988)
- Panny i wdowy (1991)
- Szczęśliwego Nowego Jorku (1997)
- Haker (2002)
- Lekarz drzew (2005)
- Syberiada polska (2013)
- Pokolenia (2016)